# Petreto-Bicchisano
Petreto-Bicchisano (korsisch Pitretu è Bicchisgià) ist eine französische Gemeinde mit 570 Einwohnern (Stand: 1. Januar 2022) im Département Corse-du-Sud auf der Mittelmeerinsel Korsika. Sie gehört zum Arrondissement Sartène und zum Kanton Taravo-Ornano. Die Bewohner nennen sich Piétrolais und Piétrolaises oder Bicchisanais und Bicchisanaises.

## Geografie
Das Siedlungsgebiet liegt auf ungefähr 550 Metern über dem Meeresspiegel. Durch Petreto-Bicchisano führt die Route territoriale 40 (Ajaccio–Bonifacio) und die Route départementale 420, die ehemalige Route nationale 852. Nachbargemeinden sind Pila-Canale und Guargualé im Nordwesten, Urbalacone und Zigliara im Norden, Argiusta-Moriccio und Moca-Croce im Nordosten, Zérubia im Osten, Serra-di-Scopamène, Cargiaca und Santa-Maria-Figaniella im Südosten sowie Casalabriva im Südwesten.

## Geschichte
Die Anwesenheit der ersten bekannten menschlichen Gemeinschaften wurde 1970 während der Expertise der Stätte Settiva durch den Archäologen René Grosjean nachgewiesen.
Es gibt einen Bericht über ein religiöses Heiligtum aus der Bronzezeit. Die anderen Stätten von Balestra, Saltu und Tiga bestätigen eine organisierte menschliche Präsenz auf dem Territorium der Gemeinde 2000 Jahre v. Chr. Die Stätte in Settiva enthüllte auch eine Wiederverwendung von Bestattungen mit menschlichen Überresten aus dem Mittelalter.

### Bicchisano
(von altgriechisch oisikis ‚Zentrum einer Region, einer Siedlung‘)
Unter dem Einfluss von Pisa am Ende des 11. Jahrhunderts entstanden dank der Entwicklung der pastoralen und landwirtschaftlichen Aktivitäten die herrschenden Familien Cinarchesi. Die Feudalherren Istria begleiteten  die Geschichte des Dorfes und eines Teils des unteren Taravo-Tals. Zwischen Ende des 15. und Anfang des 16. Jahrhunderts beschloss der Banco di San Giorgio, die Herren seiner Autorität zu unterwerfen, und zerstörte ihre Festungen. So verschwand die Burg von Istria in Sollacaro. Um sich vor Malaria und maurischen Invasionen zu schützen, ließen sich die meisten Herren in Bicchisano nieder und begleiteten damit einen Prozess der Umstrukturierung des Dorfes. Im Jahr 1530 beschrieb Monsignore Giustiniani den Bau von befestigten Häusern (Torri Suttana, Mezzana und Suprana), die sowohl Zeichen der Bekanntheit als auch Verteidigungselemente kombinierten und die Errichtung von Wohnungen für Eltern und Angestellte sowie eine ganze landwirtschaftliche Infrastruktur ermöglichten, wie beispielsweise Einfriedungen, Mühlen oder Bienenstöcke. Das Zentrum der Herrschaft befand sich in Bicchisano, das auch das Herz der Pieve von Cruscaglia, auch Corsicaglia genannt, ist.

### Petreto (deutschsteiniger Ort)

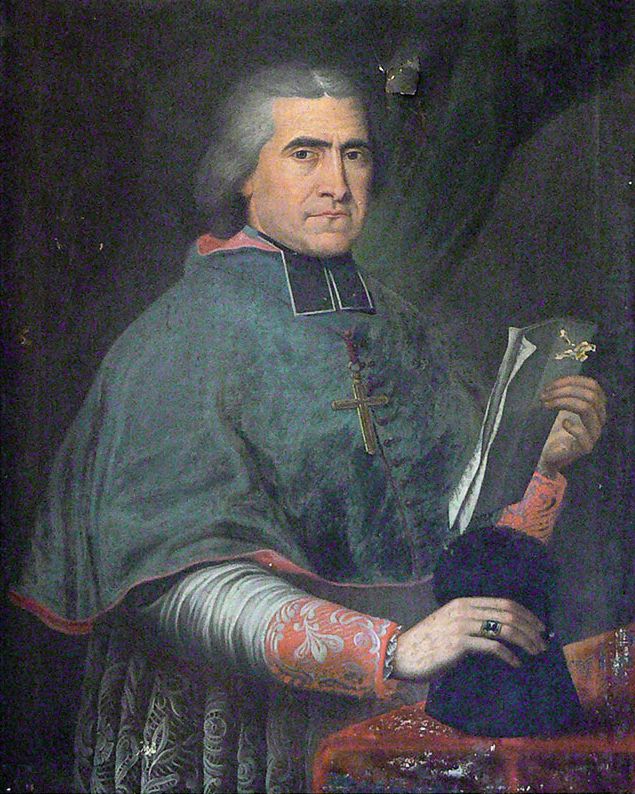
Jean-Baptiste Colonna d’Istria

Petreto bestand aus einer einfachen Siedlung, die auf den Felsen befestigt war und von der Burg von Orezzacci beherrscht wurde, so der Chronist Ceccaldi (12. Jahrhundert). Von der sagenumwobenen Burg ist keine Spur mehr vorhanden, architektonische Details mancher Häuser wie die Stürze auf Konsolen oder die Wiederverwendung von Archivolten lassen jedoch die Verortung bestimmter Bauten um die Mitte des 16. Jahrhunderts zu.
Die Architektur zeugt jedoch von einer älteren kirchlichen Präsenz. Die Pfarrkirche von San Ghjuvan Battista in Piévane, die sich am Eingang des Dorfes befindet, hatte ihren Titel zugunsten der Kirche von San Nicolao de Petreto verloren, der Pfarrer war Piévan de Cruscaglia, Die beiden Gemeinden hatten damals 550 Einwohner laut den Schriften von Monsignore Mascardi im Jahr 1587. Darüber hinaus wird im religiösen Bereich mit dem Bau des Klosters San Francescu d’Istria Ende des 16. Jahrhunderts ein Teil der Geschichte geschrieben als Rahmen für die anti-feudale Revolte von 1611 bis 1615. Ab 1661 wurde das Franziskanerkloster unter der Leitung des Gelehrten und Theologen Paolo Olivesi zur Casa di Professora. Jean-Baptiste Colonna d’Istria, geboren in Petreto-Bicchisano und zukünftiger Bischof von Nizza, absolvierte dort einen Teil seines Studiums.
Mitte des 19. Jahrhunderts wurde die Nationalstraße gebaut, um den Weg von Ajaccio nach Sartène zu ersetzen, der sich darunter windet. Die Bauhütten von Penta deuteten 1840 an, wie der zukünftige Weiler aussehen würde. Die Straße nach Aullène (derzeit D 420) wurde in den 1920er Jahren geöffnet und die nach Serra-di-Ferro in den 1860er Jahren, welche das Dorf zu einem obligatorischen Zwischenstopp für Reisende machten. Als echte Kreuzung des Südens hing seine Handelswirtschaft vollständig von den Straßen ab. Holztransport, Obstexport, Handel und Handwerk florierten, der Ruhm der heimischen Backwaren erreichte Höhen, die über die Grenzen der Region hinausgehen werden. Die Postkutschen wichen ab 1907 dem ersten Autotransport Ajaccio–Sartene.
Nach dem Ersten Weltkrieg brachte auch der zweite Konflikt Petreto-Bicchisano seinen Teil des Leids mit einer massiven Verhaftung von 38 Personen im Jahre 1943. Im Jahre 1950 wurde der Gemeinde den Croix de Guerre verliehen, um das Opfer ihrer Widerstandskämpfer bei der Befreiung Korsikas zu ehren.
Am 1. Dezember 1981 stürzte ein jugoslawisches Flugzeug auf dem Berg San Petru ab. Diese Flugzeugkatastrophe, die zweitgrößte in Frankreich, forderte 180 Todesfälle.

## Bevölkerungsentwicklung
| Jahr      | 1962 | 1968 | 1975 | 1982 | 1990 | 1999 | 2004 | 2006 | 2009 | 2012 | 2020 |
| --------- | ---- | ---- | ---- | ---- | ---- | ---- | ---- | ---- | ---- | ---- | ---- |
| Einwohner | 788  | 747  | 659  | 643  | 585  | 549  | 559  | 566  | 563  | 561  | 564  |

## Sehenswürdigkeiten
- Dolmen von Settiva
- Monument von Foce
- Ehemaliges Konvent Saint-François d’Istria, heute Wohnhaus, aus dem 17. Jahrhundert, Fassaden und Dächer sowie die Grundfläche der Kirche sind seit 1993 als Monument historique eingeschrieben
- Pfarrkirche Saint-Nicolas von Petreto, errichtet zwischen 1874 und 1878
- Pfarrkirche de l’Annonciation von Bicchisano, errichtet zwischen 1902 und 1906
- Kapelle Saint-Jean-Baptiste in Bicchisano, in der zweiten Hälfte des 19. Jahrhunderts errichtet
- Ponti Vecchiu oder Pont d’Abra über den Taravo aus dem 15. Jahrhundert, seit 1976 als Monument historique klassifiziert
- Festes Haus Torra suttana in Bicchisano aus der zweiten Hälfte des 16. Jahrhunderts
- Festes Haus Torra suprana in Bicchisano, erbaut 1604, erweitert am Ende des 17. Jahrhunderts und im 18. Jahrhundert

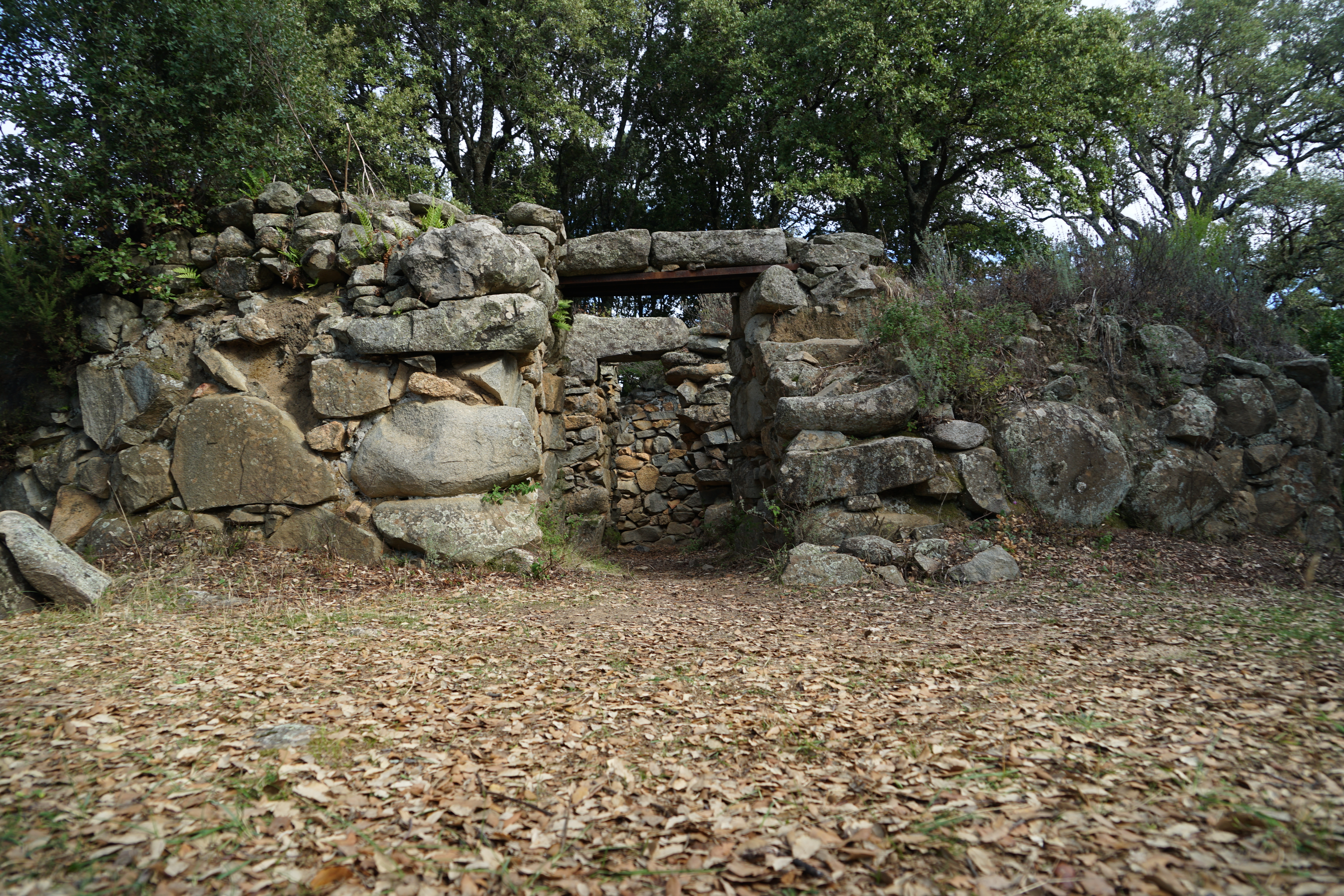
Monument von Foce, Eingang äußerer Ring
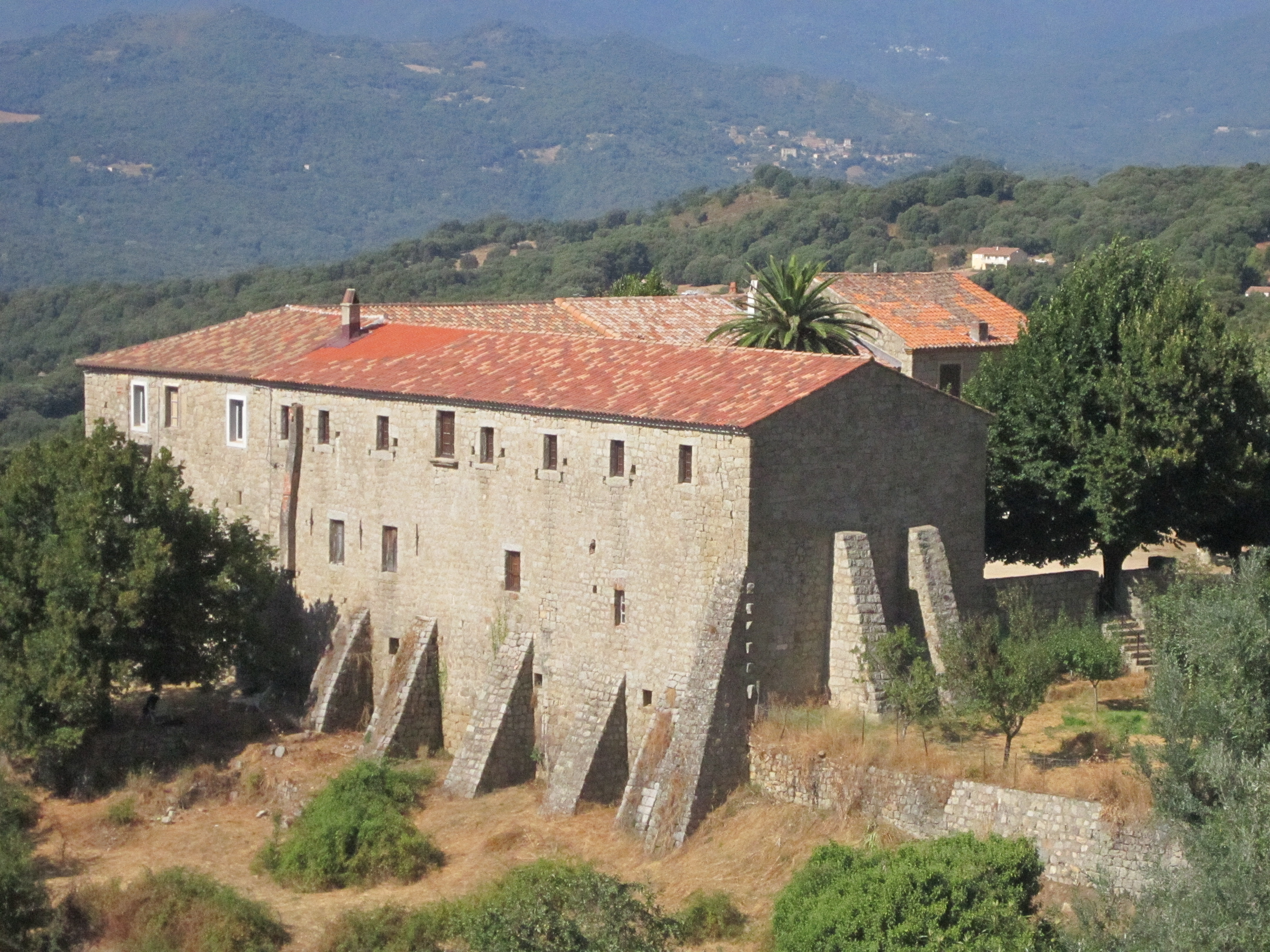
Konvent Saint-François d’Istria
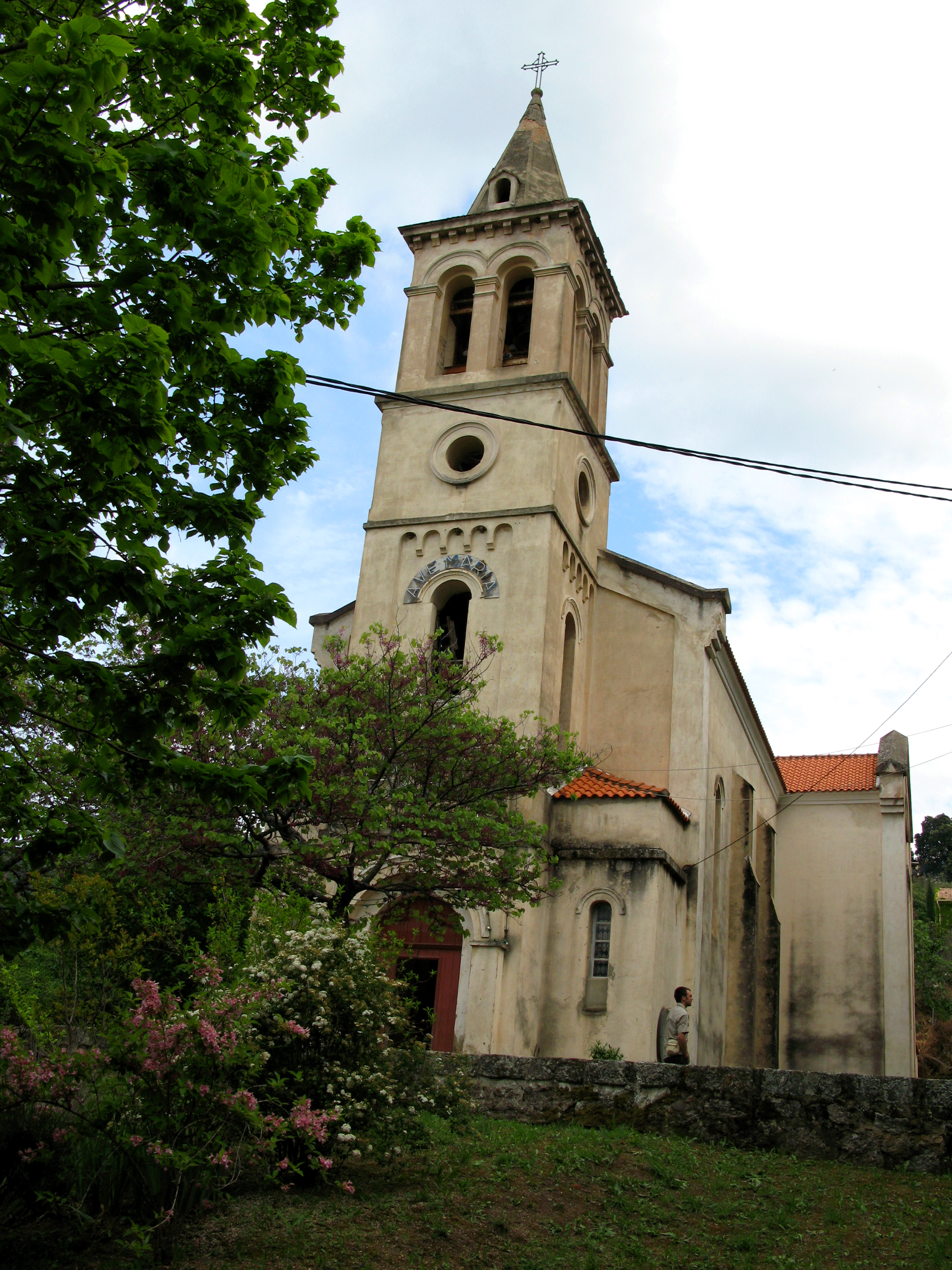
Pfarrkirche de l’Annonciation von Bicchisano
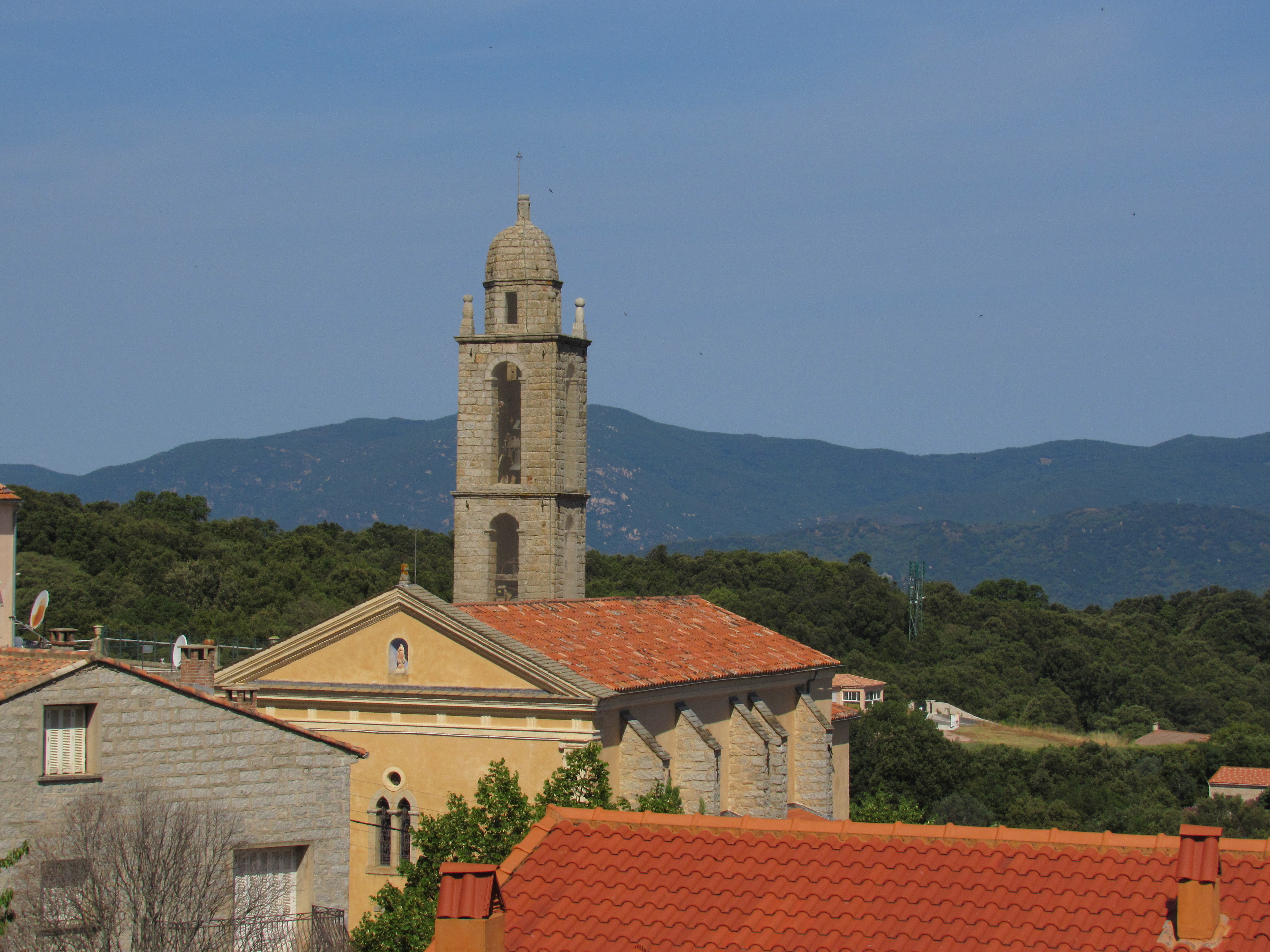
Saint-Nicolas von Petreto
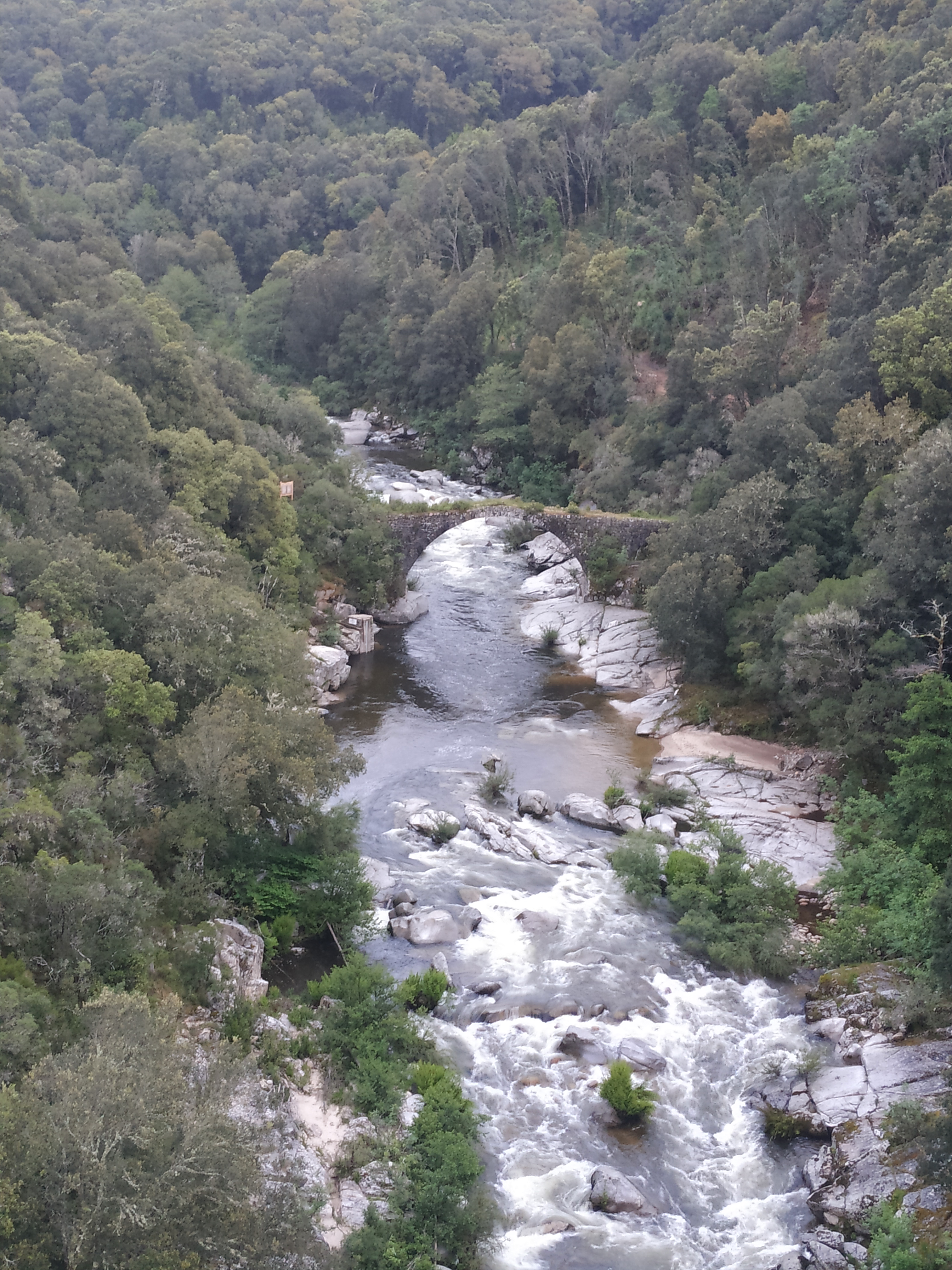
Pont d’Abra

## Persönlichkeiten
- Jean-Baptiste Colonna d’Istria (1758–1835), Bischof von Nizza, geboren in Bicchisano
- Paulin Colonna d’Istria (1905–1982), Compagnon de la Libération, spielte eine maßgebliche Rolle bei der Befreiung Korsikas 1943